# Raphaël et la Nièce du cardinal Bibbiena
Raphaël et la Nièce du cardinal Bibbiena, encore appelée La cardinal de Bibbiena offre sa nièce en mariage à Raphäel est une peinture à l'huile sur papier marouflé sur toile réalisée en 1813-1814 par Jean-Auguste-Dominique Ingres alors qu'il réside à Rome en Italie.
Elle est conservée au Walters Art Museum de Baltimore.

## Contexte
Outre l'intérêt accru pour les maîtres de la Renaissance, vers la fin du XVIIIe siècle, les peintures représentant et glorifiant la vie d'artistes éminents et célèbres sont devenues populaires parmi la bourgeoisie et sont exposées au Salon de Paris. Ingres est devenu curieux des œuvres d'art et de la vie de Raphaël après avoir vu une réplique de La Vierge à la chaise dans l'atelier d'art toulousain de son professeur. Ayant remporté le Prix de Rome en 1801, une bourse qui lui offre l'opportunité d'étudier en Italie, il y fait directement l'expérience de l'œuvre raphaelesque.
Ingres a fait des recherches approfondies sur la vie de l'artiste de la Renaissance italienne, notamment à travers Les Vies des meilleurs peintres, sculpteurs et architectes de Giorgio Vasari publié en 1550 et 1568, et la Vita inedita di Raffaello da Urbino d'Angelo Comolli, publié à Rome en 1780, un ouvrage plus récent et plus accessible. Bien qu'il ait prévu de créer une série de peintures basées sur la vie du peintre d'Urbino, ayant établi toute une liste de sujets tirés de sa vie, il ne peint finalement que deux scènes : Raphaël à la Farnesina avec la Fornarina (et ses versions suivantes) et  La cardinal de Bibbiena offre sa nièce en mariage à Raphaël, ses premiers tableaux à sujet historique.
En 1813, au moment de la réalisation du tableau destiné à Caroline Murat alors reine de Naples, Ingres épouse Madeleine Chapelle, ce qui l'amène peut-être à se concentrer sur les relations de Raphaël avec les femmes. Henry Lapauze analyse et contraste les relations et les rencontres d'Ingres et de Raphaël avec les femmes dans Le Roman d'amour de M. Ingres : Raphaël était fiancé à la nièce du cardinal Médicis Bibbiena, considéré comme un adultère car il couchait avec une roturière. Ingres n'a eu que trois relations amoureuses et bien qu'il soit connu pour être entouré de femmes, il n'était pas un débauché, mais réputé pour être un gentleman chevaleresque. Dans une lettre à une femme, il écrit : « Je vivrai et mourrai le serviteur des femmes. ».

## Histoire
Une lettre, qu'Ingres envoie à Charles Marcotte d'Argenteuil le 26 mai 1814, indique qu'il réalise le tableau en seulement vingt jours. Après le départ de Caroline Murat de Naples, Léopold de Bourbon-Siciles récupère le tableau et le suspend dans son palais au Largo di Palazzo. Il réapparait avec son pendant Paolo et Francesca peint quelques mois plus tard aussi pour la reine de Naples, dans le catalogue de vente de la collection du prince de Salerne en 1852. La collection est achetée en 1854 par le Henri d'Orléans, duc d'Aumale, et transférée de Naples à Orleans House, à Twickenham en Angleterre. Le tableau doit toutefois avoir été vendu à Naples, où il rejoint la collection d'un certain Giuseppe Tibaldi. Il est exposé à la grande rétrospective consacrée à Ingres à l'École des Beaux-Arts en 1897, peu après la mort de l'artiste. Il passe dans les collections du critique et historien d'art Charles Blanc avant d'être acheté par Henry Walters en 1903, qui le lègue au Walters Art Museum à Baltimore en 1931.

## Sujet
Le tableau représente le cardinal Bibbiena offrant sa nièce Maria Francesca en mariage à Raphaël. Ce dernier est très lié au cardinal, qui le harcèle pour qu'il se marie. Pour gagner de temps, Raphaël lui avait demandé d'attendre trois ou quatre ans. La cardinal, passé ce délai, lui rappelle sa promesse alors que l'artiste ne s'y attend pas. Il se sent engagé et, ne voulant pas manquer de parole, accepte de se fiancer à une nièce du cardinal. Cornolli affirme que le mariage ne se fit pas car la nièce du cardinal mourut prématurément.

## Description
Les traits de Raphaël sont basés sur un portrait d’un jeune homme qui était autrefois considéré comme un autoportrait, le Portrait de Bindo Altoviti (National Gallery of Art, Washington, D.C.) ; ceux du cardinal Bibbiena sur le Portrait du cardinal Bibbiena de Raphaël (Galerie Palatine, Florence) ; la nièce du cardinal est inspirée par le tableau de Sebastiano del Piombo d’une femme autrefois identifiée comme la maîtresse de Raphaël, appelée La Fornarina (également dans la galerie Palatine).
Avec une magistrale symphonie de couleurs, le tableau présente une composition symétrique et équilibrée dont le centre est occupé par la figure monumentale du cardinal.

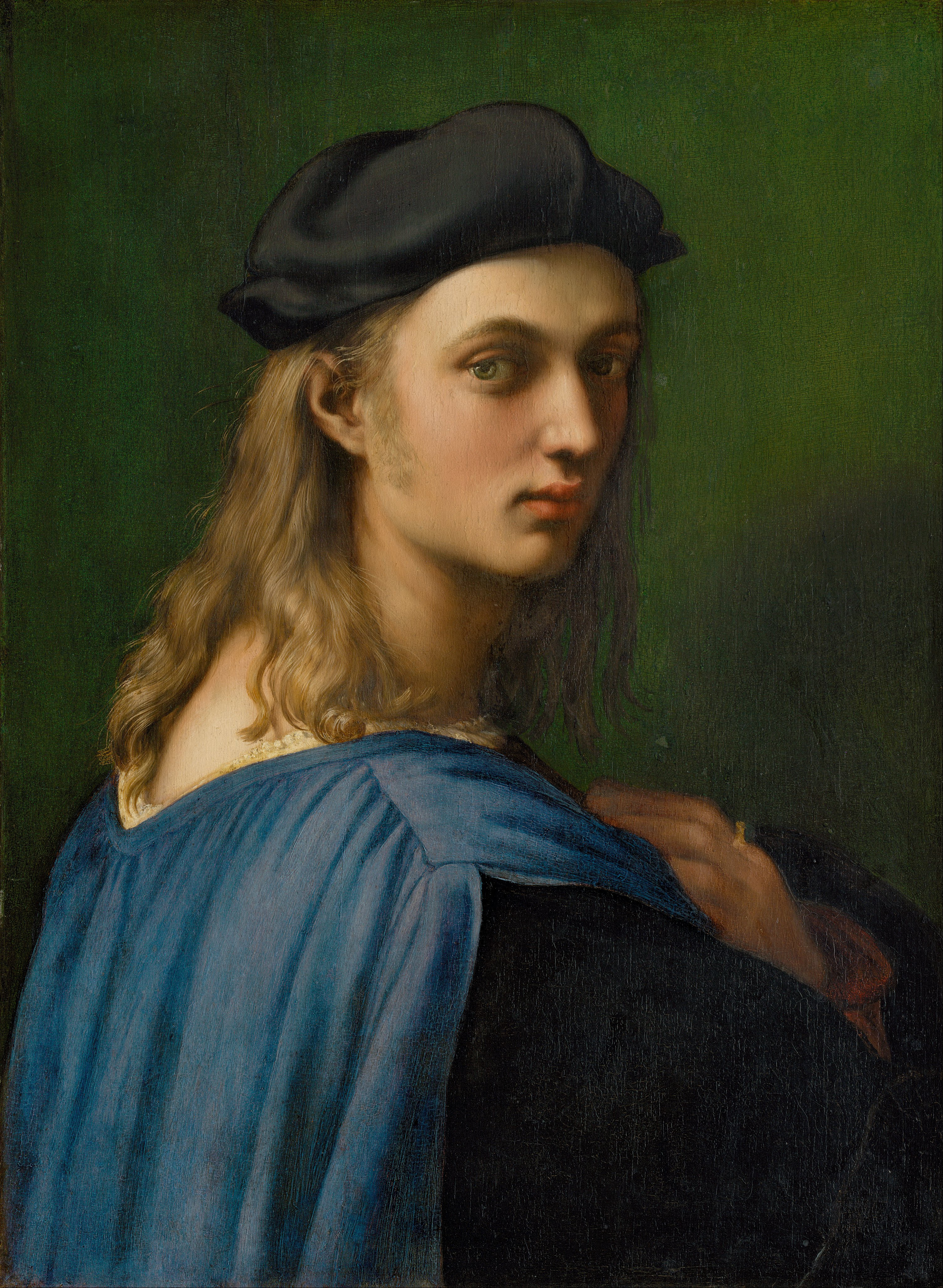
Raphaël, Portrait de Bindo Altoviti.
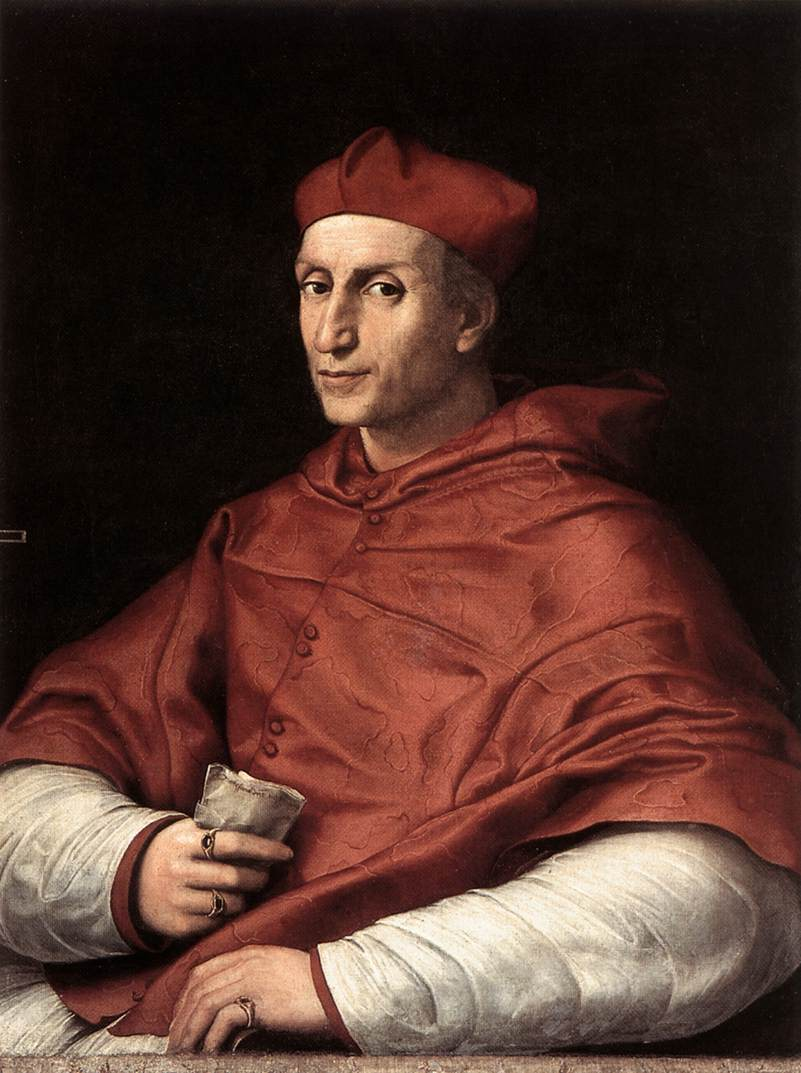
Raphaël, Portrait du cardinal Bibbiena.
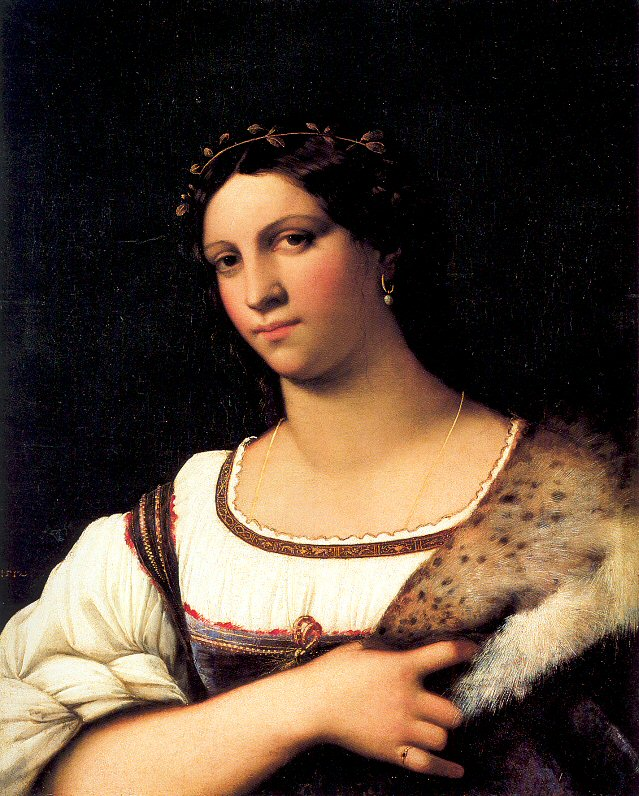
Sebastiano del Piombo, La Fornarina, 1512.

## Biographie
- Petra ten-Doesschate Chu, Nineteenth-century European Art, Pearson Prentice Hall, 2012 (ISBN 978-0-205-70799-7).
- Rosalind E. Krauss, « You Irreplaceable You », Studies in the History of Art, vol. 20,‎ 1989, p. 151–159 (JSTOR 42620163).
- Marie Lathers, « 'Tué par un excès d'amour': Raphael, Balzac, Ingres », The French Review, vol. 71, no 4,‎ 1998, p. 550–564 (JSTOR 398850).
- Wendy Leeks, « Ingres Other-Wise », Oxford Art Journal, vol. 9, no 1,‎ 1986, p. 29–37 (DOI 10.1093/oxartj/9.1.29, JSTOR 1360370).
- Robert Rosenblum, Ingres, Harry N. Abrams, 1967 (OCLC 610393942).
- Gennaro Toscano, « Ingres, peintre d'histoire. Deux tableaux pour Caroline Murat », dans Mathieu Deldicque et Nicole Garnier-Pelle, Ingres. L'artiste et ses princes, In Fine éditions d'art, château de Chantilly, 2023 (ISBN 978-2-38203-119-3).